# InfoWorld
InfoWorld é uma empresa de mídia online e uma organização de eventos e negócios com foco na tecnologia da informação que faz parte do InfoWorld Media Group, uma divisão da IDG (International Data Group). O site InfoWorld fornece informações sobre as fontes de soluções de TI no mercado empresarial de tecnologias de informação, assim como oportunidades para a comunidade de negócios de TI firmar parcerias e interagir para resolver problemas de negócios, troca de informações e estabelecer contatos com outros profissionais de TI.
Entre os recursos disponíveis no site da InfoWorld.com estão o InfoWorld Exec IT-Connect comunidade de redes profissionais, reportagens especiais e artigos de notícias escritos por uma equipe de jornalistas profissionais, análises de produtos e análise do InfoWorld Test Center, uma lista de blogs especializados, boletins informativos de e-mail e fontes de informação em RSS, extensa cobertura de áudio e vídeo, informações do fornecedor na forma de white papers, guias de estratégia, webcasts e outros recursos.
InfoWorld Media Group está sediado em São Francisco, Califórnia e tem laços estreitos com o Vale do Silício, mas usa fontes de notícias ao redor do mundo para ficar na vanguarda da tecnologia de mídia.

## História
A revista foi fundada em 1978 como Intelligent Machines Journal  de Jim Warren e vendida a IDG no final de 1979. No início do ano seguinte, o nome foi mudado para InfoWorld e em 1986 a coluna de Robert X. Cringely começou.
O inventor da Ethernet, Robert Metcalfe, foi diretor executivo e editor de 1991 até 1996 e contribuiu com uma coluna semanal até 2000. Como a revista passou a ser publicada totalmente na web, uma edição final foi impressa e publicada em 2 de abril de 2007 (Volume 29, Issue 14). Atualmente a InfoWorld também dispõe os seus conteúdos para aparelhos móveis (mobile). 